# Bruno Bichir
Bruno Bichir Nájera (ur. 6 października 1967 w Meksyku) – meksykański aktor filmowy i telewizyjny.

## Życiorys
Urodził się w Meksyku jako najmłodszy z trzech synów aktorki Maríi de la Cruz Nájery i aktora / reżysera teatralnego Alejandro Bichira. Jego dwaj starsi bracia – Odiseo (ur. 3 maja 1960) i Demián (ur. 1 sierpnia 1963) – są także aktorami.
Na dużym ekranie zadebiutował w wieku dziesięciu lat w dramacie meksykańskim Marionetka (Fantoche, 1977), a mając 16 lat pojawił się w amerykańskim dramacie wojennym Rogera Spottiswoode Pod ostrzałem (Under Fire, 1983) u boku Nicka Nolte, Gene’a Hackmana i Joanny Cassidy. Potem wystąpił m.in. w meksykańskim dramacie biograficznym Frida (Frida, naturaleza viva, 1986).
Za rolę Nicolása Botero w dramacie Początek i koniec (Principio y fin, 1993) zdobył nagrodę meksykańską Silver Ariel.
Jego talent aktorski został także dostrzeżony w uhonorowanej nagrodą na festiwalu filmowym w Valladolid roli Abla w dramacie Zaułek cudów (El callejón de los milagros, 1995) u boku Salmy Hayek. Natomiast rola Maniego w filmie Po śmierci o nas zapomną (Nadie hablará de nosotras cuando hayamos muerto, 1995) przyniosła jemu nagrodę Premios ACE w Nowym Jorku.
Popularność na małym ekranie zdobył jako Esteban w telenoweli TV Azteca Rozmawiają o miłości (Háblame de amor, 1999).
Zajmuje się także dubbingiem. Użyczył swojego głosu Kenai, bohaterowi animowanego filmu wytwórni filmowej Disneya Mój brat niedźwiedź (Tierra de Osos).

## Filmografia

### filmy fabularne
- 1983: Pod ostrzałem (Under Fire) jako Muchacho przy domu Jazy'a
- 1992: Lucky Break jako Vicente
- 1993: Zagubiony rok (Un Ańo perdido)
- 1993: Początek i koniec (Principio y fin) jako Nicolás Botero
- 1994: Ogród Eden (El Jardín del Edén) jako Felipe
- 1995: Po śmierci o nas zapomną (Nadie hablará de nosotras cuando hayamos muerto) jako Mani
- 1995: Zaułek cudów (El Callejón de los milagros) jako Abel
- 1998: Divine (El Evangelio de las Maravillas) jako Gavilán
- 1999: Kroniki śniadaniowe (Crónica de un desayuno) jako Marcos
- 1999: La Toma de la embajada jako Ricardo Galán, Ambasador Meksyku
- 1999: Extrańos jako Kurt
- 2000: Maska Zorro (La Mascara de Zorro) jako Alejandro Murrieta/Zorro
- 2000: La Cosa que no podria morir jako Hank Huston
- 2001: Boskie jak diabli (Sin noticias de Dios) jako Guardia
- 2001: Ciudades oscuras
- 2002: Mroczne miasto (Ciudades oscuras) jako Szatan
- 2003: Dom nadziei (Casa de Los Babys) jako Diómedes
- 2004: Królik na Księżycu (Conejo en la luna) jako Antonio
- 2018: Sicario 2: Soldado jako Angel (Deaf Guy)

### produkcje TV
- 1989: Morir para vivir
- 1996: La Culpa jako Adolfo
- 1999: Rozmawiają o miłości (Háblame de amor) jako Esteban
- 2000: Ulica zakochanych (La Calle de las novias) jako Sergio
- 2002: To jest życie (Vivir Asi, Część 43) Trzy kobiety i oszust
- 2004: La Heredera jako Santiago
- 2015: Narcos jako Fernando Duque
- 2016: Kobiety w czerni jako Zacarías Zaldívar
- 2018-: Titans jako Niles Caulder / Chief